# 吕克·切夫里尔
吕克·切夫里尔（英語：Luc Chevrier，1999年6月30日—）是一名圣卢西亚帆船运动员。他曾代表国家参加2020年夏季奥运会的男子單人小艇雷射型项目，获得第31名。他也曾参加2014年夏季青年奥运会。